# ユビン
ユビン （英: Yubin、朝: 유빈、中: 宥斌、1988年10月4日 - ）は、韓国のrrrエンターテイメント所属の歌手・作曲家・女優でありWonder Girlsの元メンバーである。本名はキム・ユビン（朝: 김유빈、漢: 金婑斌、英: Kim Yu-Bin）。

## 経歴

### デビュー前
Wonder Girlsでのデビュー以前、ユビンはGoodエンターテインメントで五少女としてデビューする予定であった。しかし、2007年のデビュー直前に解散し、Goodエンターテインメントはメンバーをそれぞれ別の事務所に移籍させた。

### デビュー

#### 2007年
- 9月7日、ユビンはWonder Girlsにヒョナに代わるメインラッパーとしてメンバーに加わった[2]。

#### 2008年
ユビンはMBCの人気コメディー"Here He Comes"でショートカメオを作った。
ユビンはグループのラッパーとして知られるが、しばしば副ボーカルとしても活躍した。"This Time" と "Wishing on a Star"がその例である。ワンダーガールズとの演奏以外にも、レーベルメイと2PMの「10点満点」、「シンファ」の「Once in A Life Time」など、数々のミュージックビデオに出演した。神話のエンディ、イ・ミヌ、キム・ボムス、チョン・Gなど、いくつかのアーティストのシングルにも出演している。
ユビンはキム・ボムスの歌 "Do You Know That?"の歌詞を初めて披露した。それ以来、他のいくつかの曲のため自分のラップを書いている。2011年、ワンダーガールズのセカンドスタジオアルバムWonder Worldにおいて"Girls Girls"、"Me, In"、そして"Sweet Dreams"の歌詞を書いた。

#### 2012年
6月3日にリリースしたWonder GirlsのミニアルバムWonder Party において"Hey Boy"の作曲を行った。

#### 2013年
OCNのドラマにて公式に女優デビュー。ITスペシャリストの天才ハッカーLee Joo-yeong役を演じた。

#### 2015年
- 6月24日、Wonder Girlsが2年の中断を経て活動を再開すると発表された[3]。

- 8月17日、ユビンはUnpretty Rapstarセカンドシーズンに参加した。彼女の人気は爆発し、 "Girl Crush"という現象が起こった。その結果、彼女のメイクと髪型は韓国で人気を博した[4]。

#### 2017年
- 1月26日、Wonder Girlsが契約終了をもって解散すると発表された。ユビンは再契約をし、JYPエンターテインメントに残った。グループ最後のシングルとなるDraw Meを2月10日にリリースした[5]。

#### 2018年
- 6月5日、1stソロアルバム「都市女子」でソロデビュー。
- 11月27日、2ndソロアルバム「Thank U Soooo Much」をリリース。

#### 2019年
- 10月30日、3rdソロアルバム「Start of the End」をリリース。

#### 2020年
- 1月28日、JYPエンターテイメントとの専属契約を終了し個人事務所「rrrエンターテインメント」を設立した。また、元Wonder Girlsのメンバーのヘリムも所属している。
- 5月21日、4thシングル「ME TIME」をリリース。

#### 2021年
- 1月13日、5thシングル「Perfume」をリリース。

## ディスコグラフィー

### ソロ
| No. | タイトル                          | 収録曲                                                     |
| --- | --------------------------------- | ---------------------------------------------------------- |
| 1st | 都市女子 (2018年6月5日)           | 1. 숙녀(淑女/Lady) 2. 도시애(都市愛) (発売中止作品)        |
| 2nd | #TUSM (2018年11月27日)            | 1. Let You Go(보내줄게) 2. Thank U Soooo Much 3. Game Over |
| 3rd | Start of The End (2019年10月30日) | 1. Silent Movie(무성영화) (feat. Yoonmirae) 2. Not Yours   |
| 4th | ME TIME (2020年5月21日)           | 1. yaya(ME TIME)                                           |
| 5th | Perfume (2021年1月13日)           | 1. Perfume(향수)                                           |

### 出演
- "Irrelevant Imagination" (Andy Leefeat. Yubin)（2007年）
- "Honey" (Lee Min-woo feat. Yubin)（2008年）
- "Do You Know That?" (Kim Bum-soofeat. Yubin)（2008年）
- "Weak Man" (Chun G feat. Yubin)（2009年）
- "It's Time" (Taecyeon and San E feat. Yubin)（2013年）
- "I Dance" (Ivy feat. Yubin)（2013年）
- "Who Am I?" (Sunmi feat. Yubin)（2014年）
- "The Heartbroken" (Justin Thorne feat. Yubin)（2015年）
- "(Sakda)싹 다" (The Quiett feat. Yubin)（2015年）

### 作詞作曲

#### Wonder Girls
- The Wonder Years　(2007年)
- Wonder World　(2011年)
- Wonder Party　(2012年)
- Reboot　(2015年)
- Why So Lonely　(2016年)
- Draw Me　(2017年)

## 映像作品

### 映画
- The Last Godfather (2010年)
- The Wonder Girls （2015年)

### テレビシリーズ
- Here He Comes  (2008年)
- The Virus  (2013年)

### TVショー
- Unpretty Rapstar 2　(2015年)